# Бобиц
Бобиц (нем. Bobitz) — община в Германии, в земле Мекленбург-Передняя Померания.
Входит в состав района Северо-Западный Мекленбург. Подчиняется управлению Дорф Мекленбург-Бад Клайнен.  Население составляет 2610 человек (на 31 декабря 2010 года). Занимает площадь 65,48 км².